# John Sandberg
John Malkolm Valfrid Sandberg, född 12 oktober 1887 i Linköpings församling, Östergötlands län, död 2 juli 1954 i Säby församling, Jönköpings län, var en svensk folkskollärare och socialdemokratisk politiker.
Sandberg var ledamot av riksdagens första kammare från 1942 i valkretsen Jönköpings län. Han är begravd på Nya griftegården i Tranås.